# Studentenkoor Amsterdam

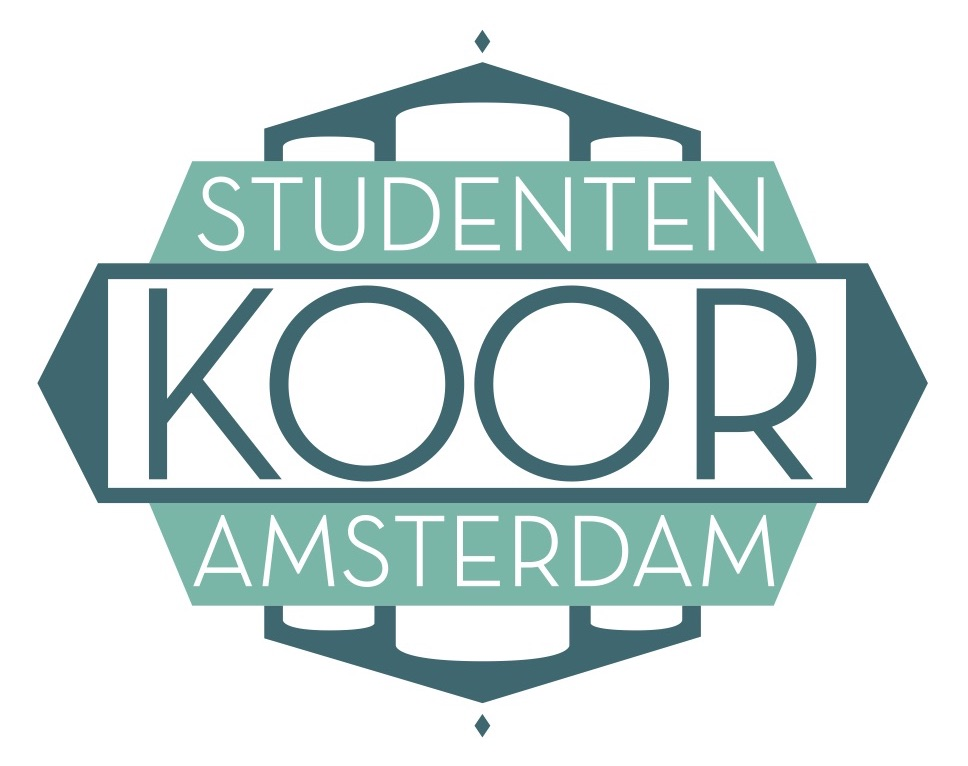
Het logo van Studentenkoor Amsterdam

Het Studentenkoor Amsterdam (SKA) is een groot oratoriumkoor van 60 tot 90 (oud-)studenten uit Amsterdam. Sinds 1987 voert het SKA klassieke en moderne koorwerken uit. In sommige projecten zingt het koor a capella, anderen in samenwerking met (studenten)orkesten; het lustrumproject ter ere van het 30-jarig bestaan van het koor in 2017 werd bijvoorbeeld gevierd in samenwerking met het CREA Orkest. Ook werkte het koor samen met het Sweelinck-orkest. Elke woensdag van het academisch jaar studeren de zangers een divers repertoire in. Zij geven twee- tot driemaal per jaar concerten op locaties binnen en buiten Amsterdam.

## Repertoire
De laatste jaren zong het SKA korte werken van o.a. Johannes Brahms, Ola Gjeilo, Arvo Pärt, en Francis Poulenc, maar wijdde het zich ook aan grotere projecten, zoals de Matthäus-Passion van Johann Sebastian Bach, de Chrysostomus-liturgie van Sergei Rachmaninov, de Petite Messe Solennelle van Gioachino Rossini en de Mis in c klein van Wolfgang Amadeus Mozart.